# Giovanni Fantuzzi
Giovanni Fantuzzi, né le 2 décembre 1718 à Bologne où il meurt le 13 juin 1799, est un historien, biographe et bibliographe italien,.

## Œuvres

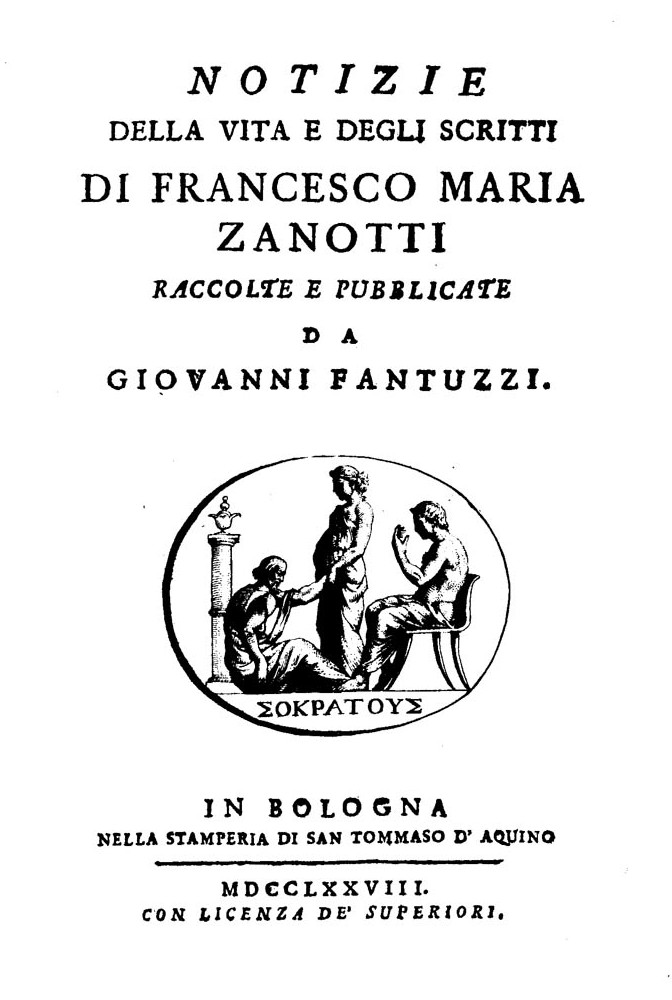
Notizie della vita e degli scritti di Francesco Maria Zanotti, 1778

- (it) Memorie della vita del generale Luigi Ferdinando Marsigli, Bologna, Lelio dalla Volpe, 1770 (lire en ligne)
- (it) Memorie della vita di Ulisse Aldrovandi, Bologna, Lelio dalla Volpe, 1774 (lire en ligne)
- (it) Notizie della vita e degli scritti di Francesco Maria Zanotti, Bologna, Stamperia di San Tommaso d'Aquino, 1778 (lire en ligne)
- (it) Notizie degli scrittori bolognesi, vol. 1, Bologna, Stamperia di San Tommaso d'Aquino, 1781 (lire en ligne)